# Tassavant

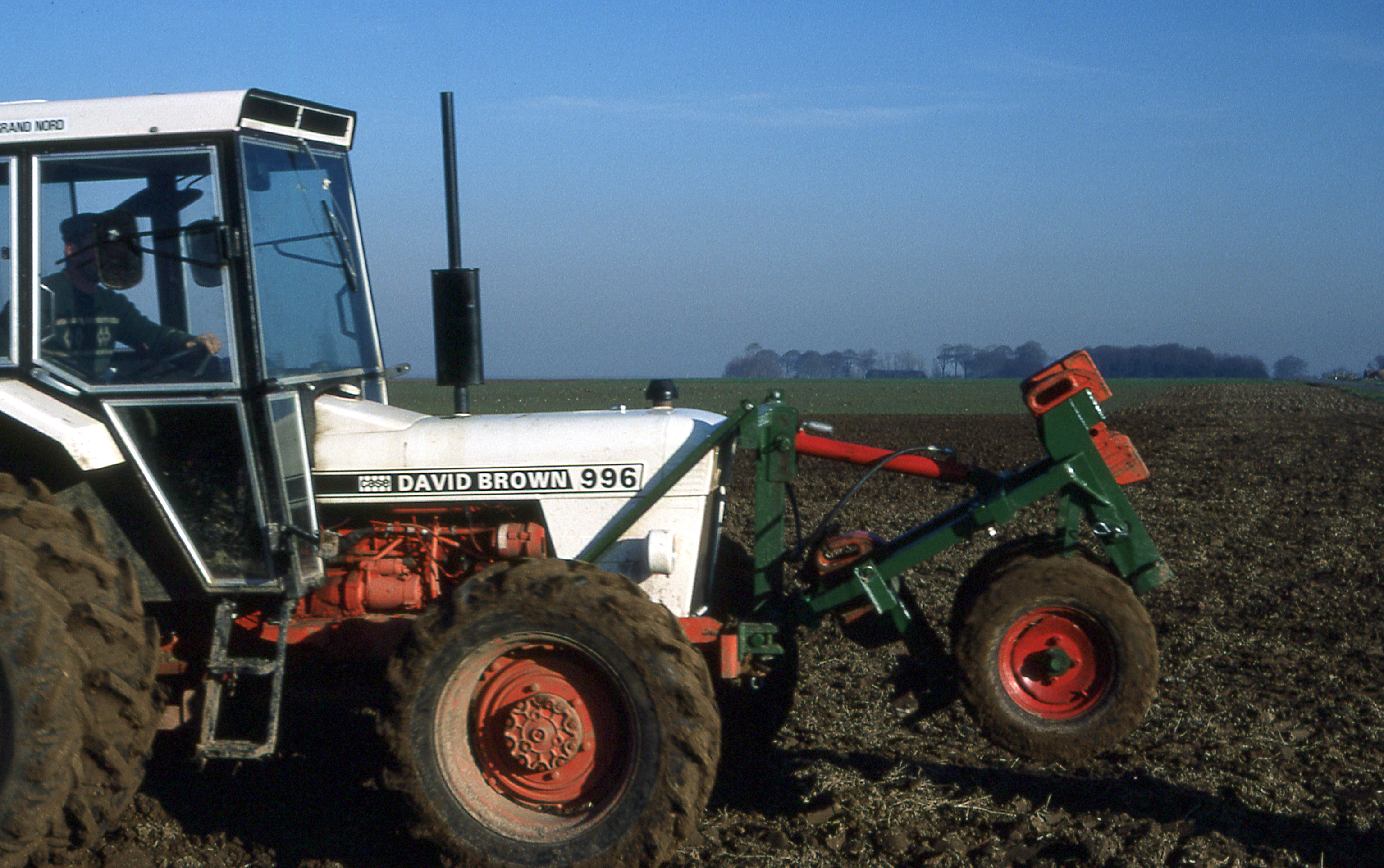
Le tassavant est relevé par un vérin pour le transport et les manœuvres en bout de champ

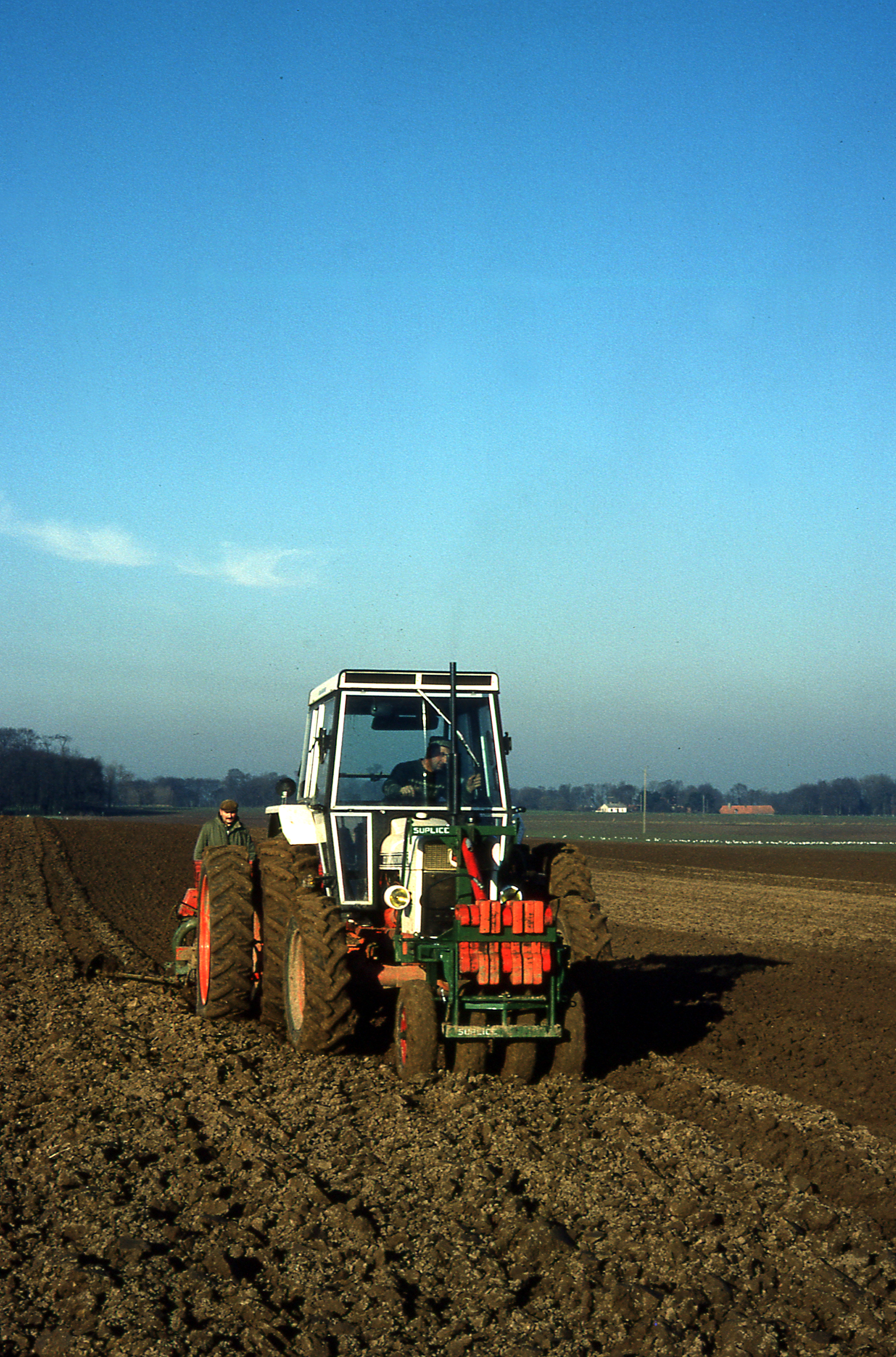
Tassavant au travail complétant le tassement par les roues du tracteur. À l'arrière sont attelés outil d'affinement du sol et semoir.

Le tassavant, créé et développé par Jacques Suplice en 1977 au Bourg-Dun (76), représentait une véritable innovation en matière de machinisme agricole. Réalisé en réponse à un réel besoin des agriculteurs, le tassavant a permis une amélioration du rendement agreste. En effet, au passage du tracteur, le sol se retrouvait inégalement tassé car davantage aplani sous les roues. Le tassavant de Jacques Suplice a été le seul appareil de ce type présenté au S.I.M.A (Salon International de la Machine Agricole) de 1978 à 1980.

## Principe
Le tassavant est positionné à l’avant du tracteur afin de libérer le relevage arrière pour l' appareil de préparation du sol et le semoir à grain. Il est constitué d’un axe avec 4 ou 5 roues pneumatiques permettant de régulariser l’enfoncement des semences, d’avoir des levées de graines régulières et d’améliorer les rendements. Le tassavant est auto-directionnel par l’intermédiaire d’un palonnier. Ce système d'auto-direction, ne nécessitant aucune liaison mécanique ou hydraulique entre les roues directrices du tracteur et l'axe des roues du tassavant représentait la plus simple des solutions à un problème compliqué. En effet les trajectoires de semis n'étant pas nécessairement rectilignes, le tassavant devait pouvoir s'orienter à droite ou à gauche pour suivre les corrections initiées par le chauffeur avec son volant pour ne pas laisser de bande non semée ou éviter les chevauchements entre deux passages. Et en cas de terrain en dévers, le tassavant s'orientant naturellement vers l'amont aidait l'opérateur à maintenir l'ensemble tracteur-outil en bonne position sans glisser vers l'aval. Il a ainsi permis de faire des semis directs sur labour quelle que soit la configuration des parcelles en évitant des passages multiples de tracteur.
A la fin des années 1970 et dans les années 1980, les tracteurs utilisés avaient des circuits hydrauliques parfois rudimentaires. Muni d'un vérin simple effet pour le relever en bout de champ ou le transporter sur route le tassavant ne nécessitait qu'une seule prise d'huile. Il pouvait ainsi s'adapter à la quasi-totalité des tracteurs alors présents sur les exploitations. Au travail c'est uniquement le poids de l'appareil qui assurait le tassement du labour. Ceci explique la présence des masses d'alourdissement que l'on distingue sur les photos ci-contre. Une autre possibilité consistait à gonfler les roues avec un mélange d'eau et d'antigel, de la même façon que certaines roues motrices de tracteur pour en améliorer l'adhérence.
A la fois simple et efficace, fruit d'une ingénieuse conception, bien adapté aux conditions techniques et économiques de l'agriculture de l'époque, le tassavant fut l'une des réalisations fruit de l'intelligence d'un artisan rural qui s'étant lancé dans la construction d'abord pour mieux répondre aux besoins de ses clients locaux n'hésita pas ensuite à aller défendre de façon plus large ses produits dans les grands salons professionnels. 